# Ochrostigma austera
Ochrostigma austera är en fjärilsart som beskrevs av Ignaz Schiffermüller 1775. Ochrostigma austera ingår i släktet Ochrostigma och familjen tandspinnare. Inga underarter finns listade i Catalogue of Life.